# Arxiu Comarcal del Solsonès

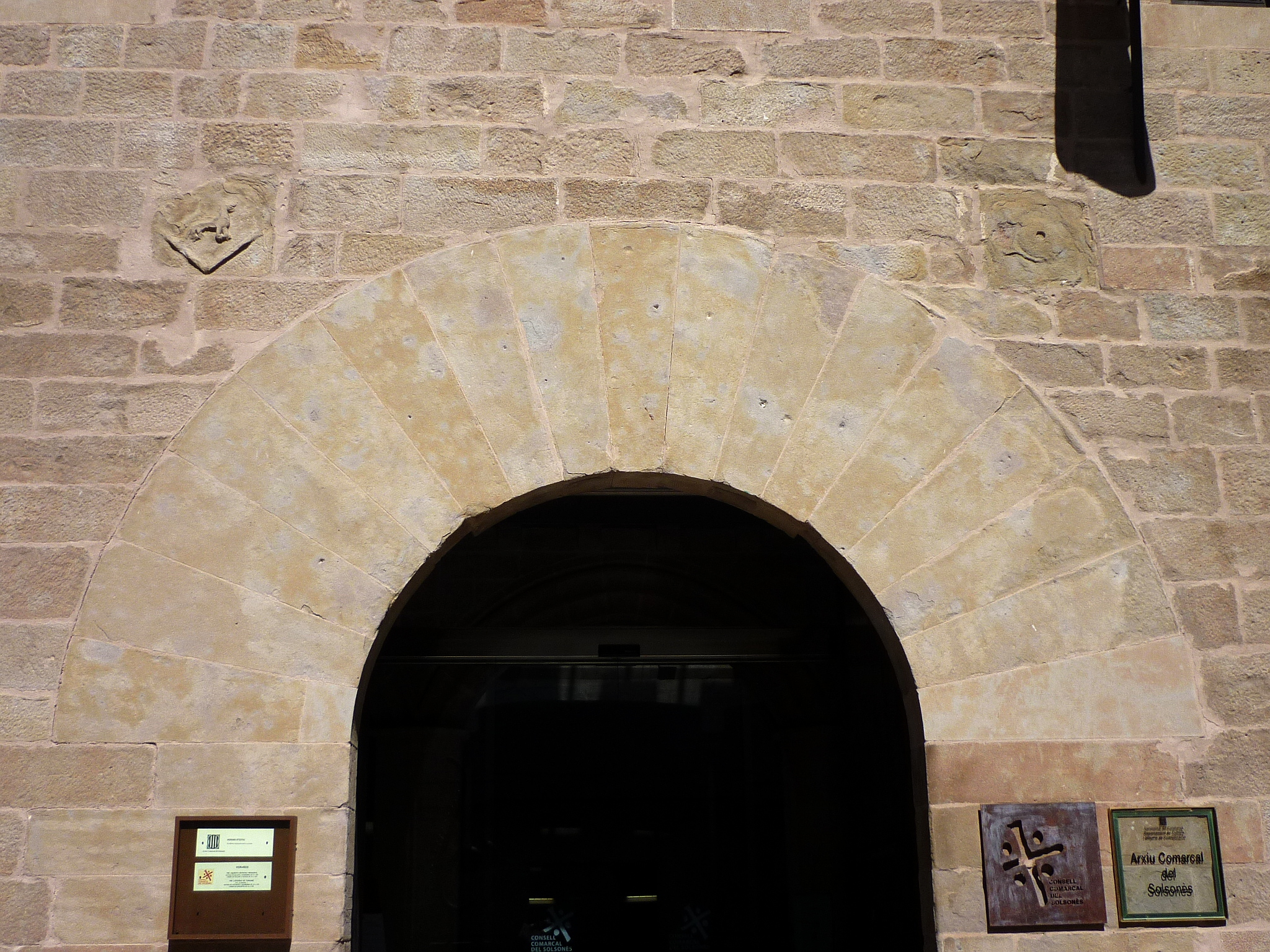
La seu de l'arxiu és el Palau Llobera de Solsona

L'Arxiu Comarcal del Solsonès (ACS), ubicat al Palau Llobera de Solsona, forma part de la Xarxa d'Arxius de la Generalitat. Va ser inaugurat el 30 de març de l'any 1995. El conveni de creació s'havia signat el 31 de gener de l'any 1984. En l'actualitat custodia més de 1000 metres lineals de documentació i, cronològicament, abraça des del segle xiii fins als nostres dies.

## Fons
Dels fons documentals que el conformen destaquen: l'Arxiu de la Ciutat de Solsona i l'antic notarial del districte de Solsona; al seu costat, cal afegir-ne, per la seva especial importància, el fons fotogràfic Josep Maria Vicens i Purgimon [1910-1955] i un nombre destacat de fons del teixit associatiu solsoní: l'Orfeó Nova Solsona, l'Associació de Festes del Carnaval, etc. El 2010, l'Arxiu va complir quinze anys; durant aquest període ha aplegat més de 160 fons documentals i col·leccions i ha assolit una forta implicació amb la societat solsonina.
L'Arxiu està molt relacionat amb el territori i, ja des del seu naixement, va tenir una gran vocació territorial. Aquesta realitat es fa palesa en molts fets: per exemple, més del 89% dels fons documentals de l'administració local es troben a l'Arxiu Comarcal. Les seves dependències ocupen una part de l'antic Hospital Llobera, destacat edifici del gòtic civil català.

## Documents destacats

### Pergamí delseglexiv

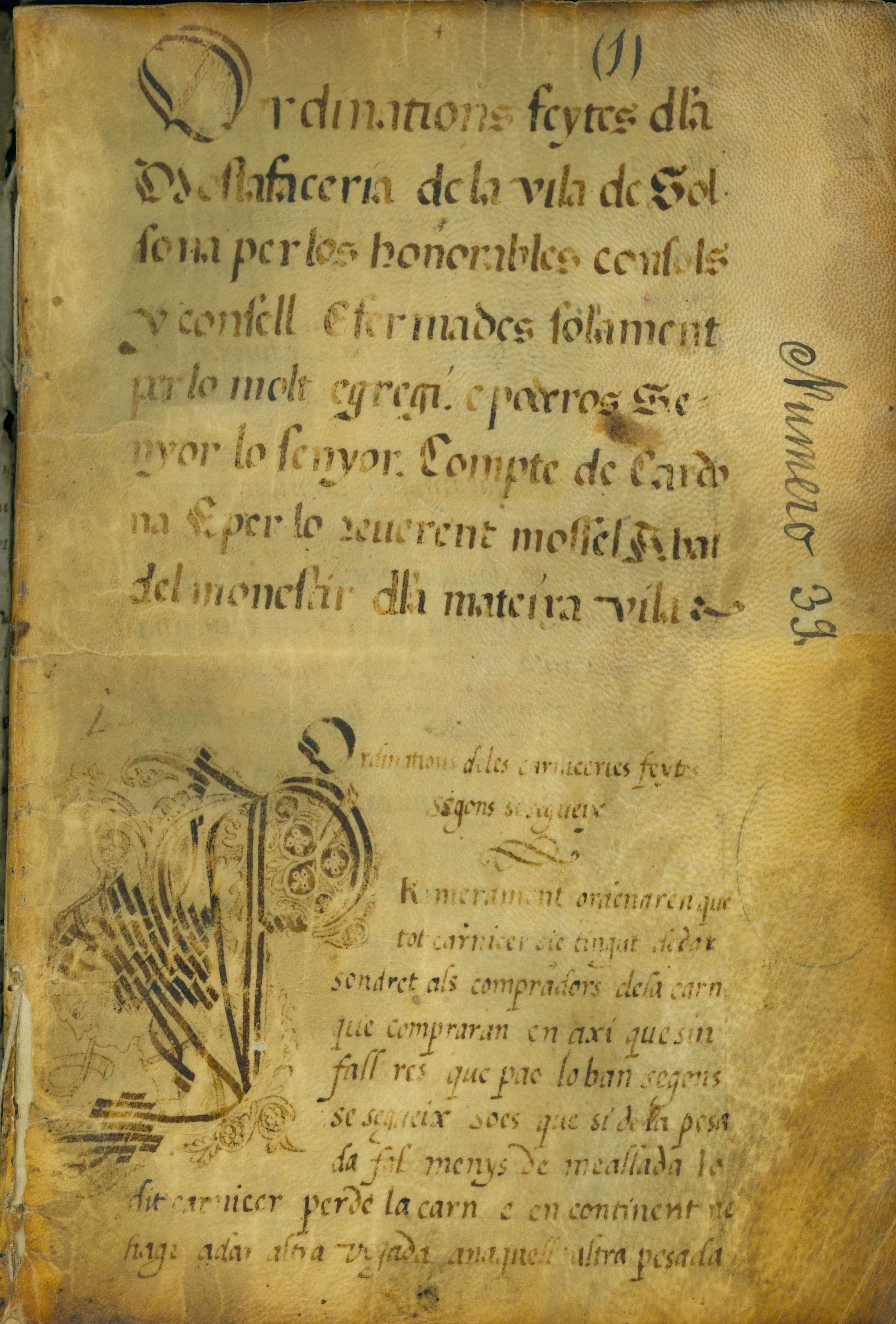
Es conserva la primera compilació de les ordinacions de la mostassaferia de Solsona que foren aprovades i compilades pel comte de Cardona, el 22 de març de 1434, al castell de Cardona. És un document en pergamí de 28 folis, que recullen les normes que regien i regulaven diversos aspectes de la vida pública solsonina.

Les Ordinations feytes de la Mostafaceria de la vila de Solsona és un pergamí del 1434. El mostassaf era un oficial municipal que ja trobem documentat a València el segle xiii i a Catalunya a la primera meitat del segle xiv. A Solsona en tenim notícia de la seva existència l'any 1405. La seva funció estava molt vinculada a la comprovació dels pesos i les mesures, la vigilància dels carrers, els mercats, els oficis artesans i vetllava per la qualitat de les transaccions. El càrrec de mostassaf va ser suprimit pel decret de nova planta a començament del segle xviii.
Les ordenances del mostassaf eren recollides en el llibre de mostassaferia que era un corpus normatiu. Es conserva la primera compilació de les ordinacions de la mostassaferia de Solsona que foren aprovades i compilades pel comte de Cardona, el 22 de març de 1434, al castell de Cardona. És un document en pergamí. Els seus 28 folis recullen les normes que regien i regulaven diversos aspectes de la vida pública solsonina, especialment, el seu comerç. Però també és interessant pel seu tractament de la moral i costums públics, la religió, el joc, els jueus, els esclaus, higiene i sanitat, la conservació de les muralles o els furts. Les ordenacions constitueixen doncs un viu exponent de la vida medieval de Solsona.

### Fotografia de 1864 de les torres

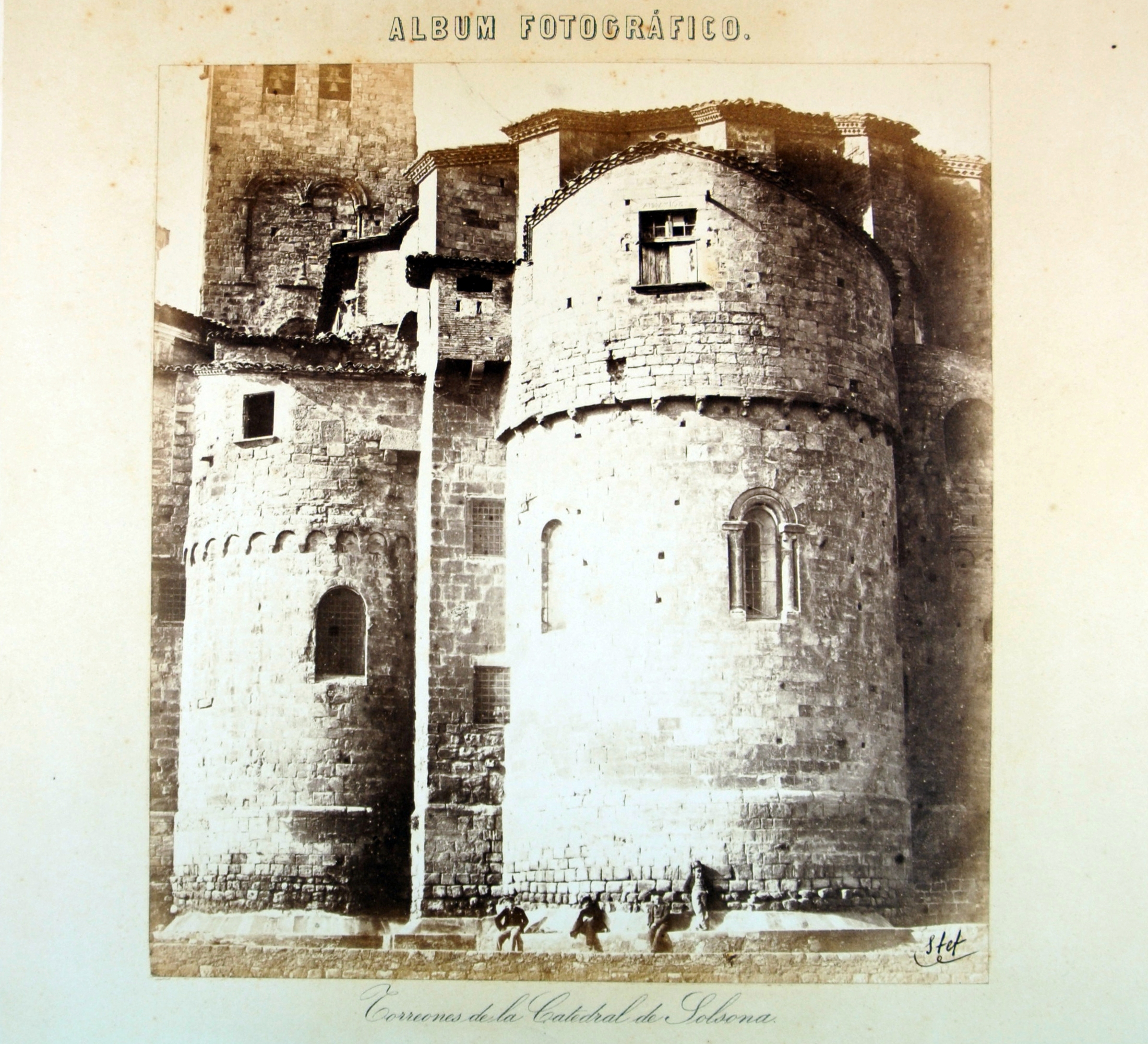
És la primera fotografia coneguda de la ciutat de Solsona, presa per Francesc de Paula Arenas Marsans que signava amb el pseudònim Steff i realitzada el mes d'octubre de l'any 1864.

Les torres de la catedral de Solsona és una imatge típica de Solsona, còpia a l'albúmina feta a partir d'un negatiu sobre vidre al col·lodió humit, muntada sobre un cartró de color crema. Sobserven els absis de la catedral, però presenta un seguit d'elements que la fan molt especial. És la primera fotografia coneguda de la ciutat; la imatge va ser presa per Francesc de Paula Arenas Marsans que signava amb el pseudònim Steff. Es va realitzar a mitjans del mes d'octubre de l'any 1864. Era la primera vista que tenien de la ciutat els viatgers, que a mitjans del segle xix, arribaven a la ciutat des de Manresa i Cardona.
Segons Ramon Planes "La imatge ens presenta la part forana de la catedral completament integrada en l'estructura defensiva construïda al començament del segle xiv, quan l'església de Santa Maria passa a formar part dels mateixos murs de Solsona". És interessant llegir la inscripció que figura a la llinda de la finestra de la part afegida a l'absis central, porta la inscripció "Arxiu 1685"; es referia a l'Arxiu de la Comunitat de la catedral. Aquesta fotografia va ser adquirida el Departament de Cultura de la Generalitat i dipositada a l'Arxiu Comarcal, l'any 2005.

### Contracte del 1769

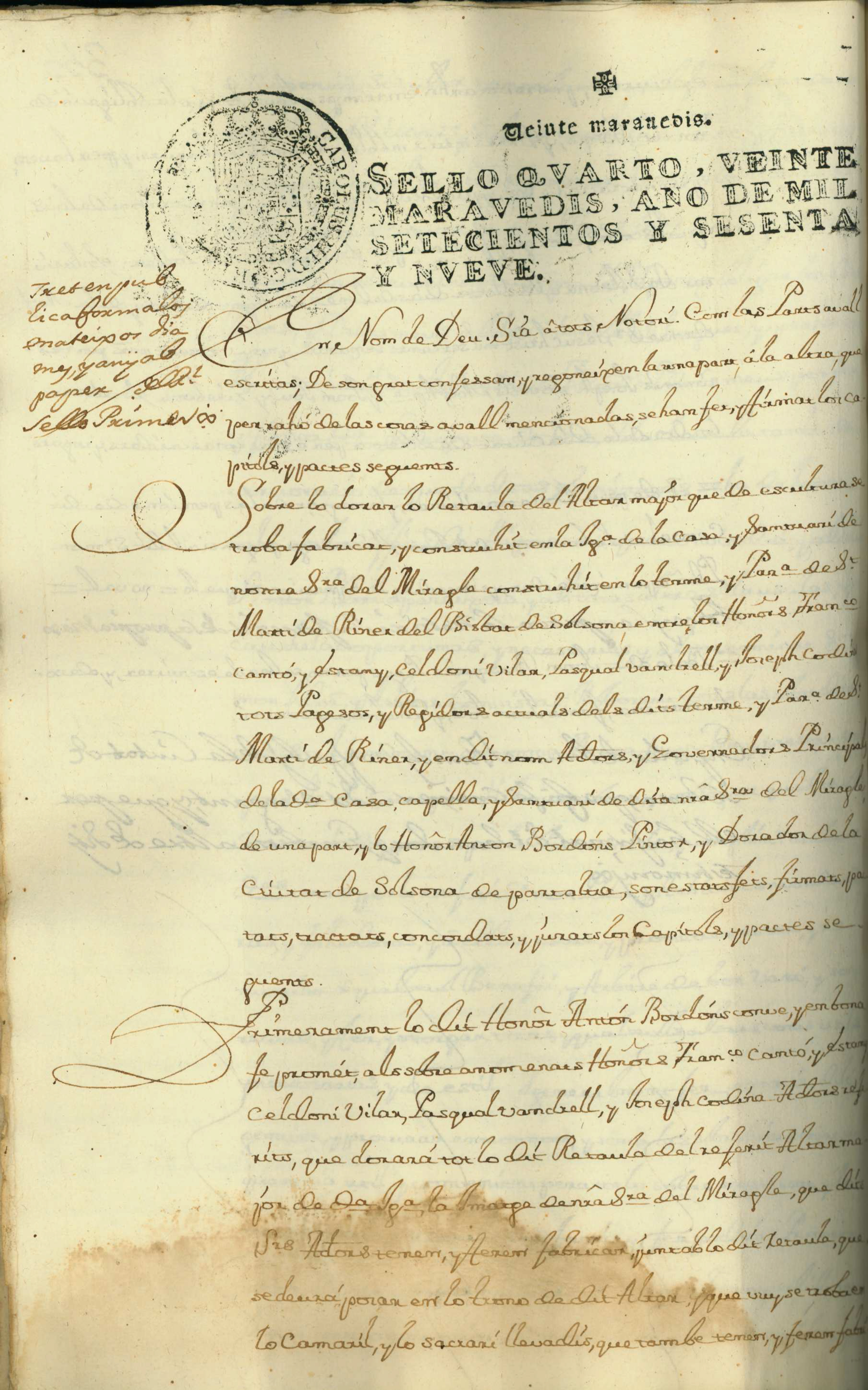
Contracte entre els regidors de Riner i el pintor i daurador de Solsona Anton Bordons i Aguilar, per a daurar el retaule major del santuari del Miracle, esculturat per Carles Morató i Brugaroles

El Contracte per a daurar el retaule major del santuari del Miracle és un contracte entre els regidors de Riner i el pintor i daurador de Solsona Anton Bordons i Aguilar, per a daurar el retaule major del santuari del Miracle, esculturat per Carles Morató i Brugaroles del 13 d'agost de 1769. En el context de creixement que Catalunya va tenir durant el segle xviii diverses indicadors recolliren aquest desenvolupament. La primacia econòmica que el Principat assolir al capdavant de la resta de l'Estat va tenir un referent en l'augment de la construcció. La renovació i millora dels edificis religiosos durant el segle xviii no va ser aliè a aquesta dinàmica. I en aquest impuls de construcció eclesiàstica els santuaris van tenir uns productes més ben acabats que les parròquies. En aquest marc de l'onada de millores en edificis religiosos cal encabir la construcció del retaule major del Santuari del Miracle per part de l'escultor de Vic Carles Morató a mitjans de segle. Aquesta obra es va veure acabada amb el seu daurament per part de l'artista local Anton Bordons.

### Fotografia de Francesc Macià

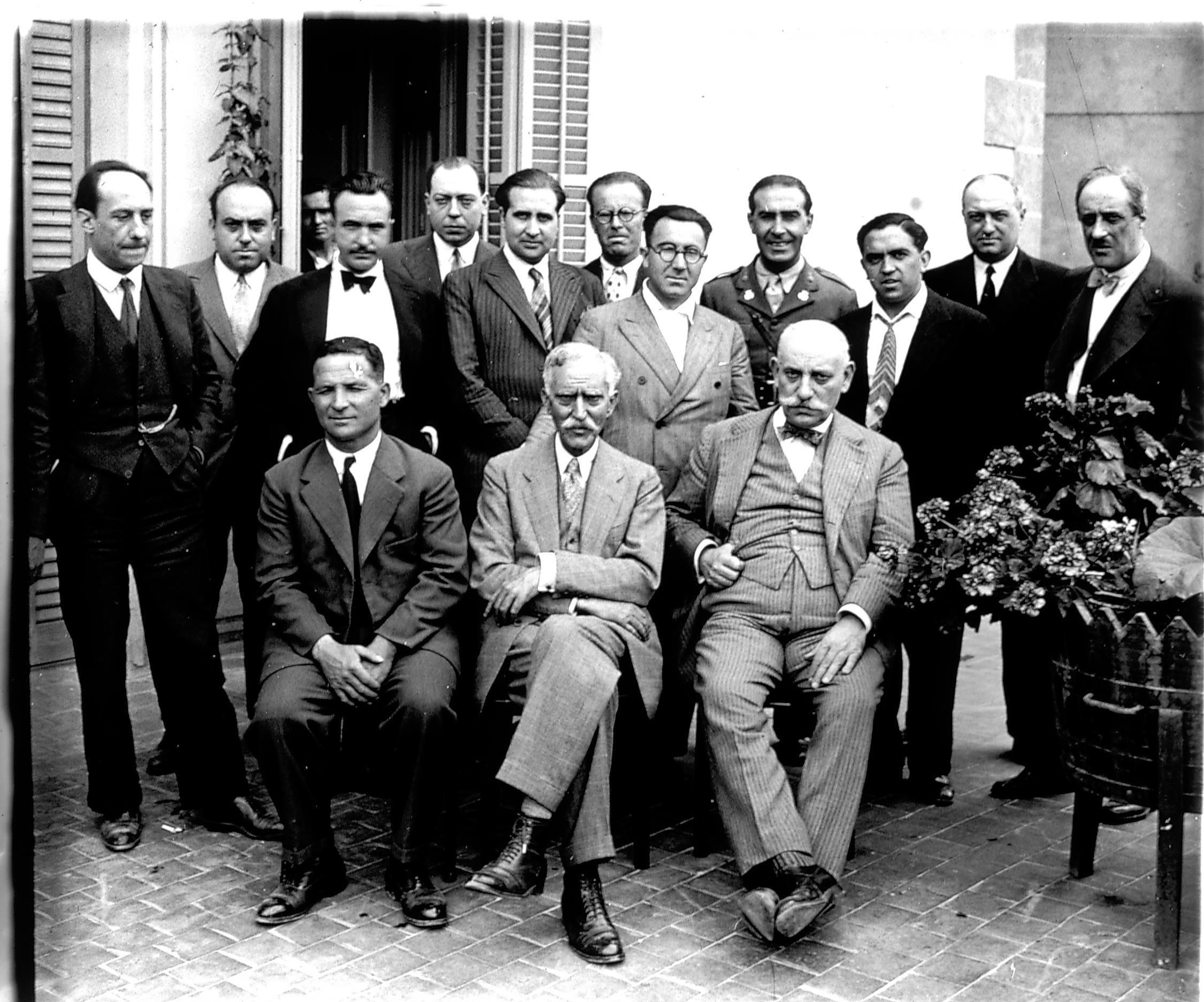
En la imatge es pot veure a primera fila i d'esquerra a dreta l'alcalde de Solsona Ramon Ciuró Oliver, Francesc Macià i Pere Coromines. La instantània va ser feta per Josep Maria Vicens i Purgimon.

Visita de Francesc Macià a Solsona és una placa de vidre del 24/06/1931. El dia de Sant Joan de l'any 1931, el president de la Generalitat de Catalunya, Francesc Macià va visitar la ciutat de Solsona. Aquesta visita s'ha d'emmarcar dins de la campanya electoral per escollir els diputats a corts d'aquell any. La visita formava part de l'estratègia electoral de partit i no va ser per tant una visita oficial. Per aquest motiu la comitiva no va passar per l'ajuntament sinó que les seves elocucions es van fer des del saló Catalunya. En aquesta visita, que després continua cap a la Seu d'Urgell i Ponts, Macià anava acompanyat pel comandant Pérez Farràs i pel polític i jurista Pere Coromines. En la imatge es pot veure a primera fila i d'esquerra a dreta l'alcalde de Solsona Ramon Ciuró Oliver, Francesc Macià i Pere Coromines. La instantània va ser feta per Josep Maria Vicens i Purgimon. El seu fons fotogràfic va ser ingressat a l'Arxiu Comarcal del Solsonès el juny de l'any 2007.